# مايك مكاي (لاعب هوكي جليد)
مايك مكاي هو لاعب هوكي جليد كندي، ولد في 4 سبتمبر 1972 في سان جيروم في كندا.

## وصلات خارجية
- مايك مكاي على موقع EliteProspects.com (الإنجليزية)
- مايك مكاي على موقع HockeyDB.com (الإنجليزية)